# 田口智子
田口 智子（たぐち ともこ、1974年4月22日 - ）は、フリーランスで活動する日本のラジオディレクター、ラジオパーソナリティ。神奈川県川崎市出身・在住。洗足学園中学校・高等学校卒業。

## 人物
神奈川県川崎市出身・在住、血液型はA型。洗足学園中学校・高等学校卒業後は専門学校に進学し、在学中にラジオ制作会社でアルバイトを始める。その後はラジオディレクターとして、主に関東のラジオ局の中心にFM・AMを問わず番組制作に携わる。最近ではフリーランスとして活動の幅を広げ、自身がパーソナリティを務める自主制作番組の「Tomoccory Show」を海外インターネットラジオ局で配信し、ラジオパーソナリティとしても活動している。
好きな著名人に北海道日本ハムファイターズ 一軍ヘッドコーチ兼打撃コーチの小笠原道大を上げており、自身がパーソナリティを務める「Tomoccory Show」では小笠原について語る回を設けた事もある。
その他にも好きなものとして、ライブ、シュノーケル、シューティングゲーム、「シティーハンター」シリーズ、海外ドラマ鑑賞、怪談鑑賞などを挙げている。

## 出演番組

### 現在
- Tomoccory Show（海外インターネットラジオ局、パーソナリティを務める自主制作番組）

### 過去
- THE MIKE ROGERS SHOW（InterFM897・Radio NEO、アシスタントパーソナリティ）
- THE BEATLES 10（アール・エフ・ラジオ日本、ディレクター）

## 担当番組

### 現在
- MUSIClock＋（InterFM897、

　毎週金曜日　2024年11月1日〜
✴︎ アンナミラクル
　 beyfm、木曜担当　ディレクター

### 過去
- ベイ・リズミックス（bayfm、アシスタントディレクター）
- RADICAL LEAGUE「タイムマシーン3号〜I'm HUNGRY?〜」（FM-FUJI、ディレクター）
- RADICAL LEAGUE「オクイシュージのオレがカバやねん rock'n rall show」（FM-FUJI、ディレクター、32日子として一部出演）
- 上地由真のワンダーユーマン（文化放送）
- MUSIClock（InterFM897、月曜・水曜担当